# Маниту (Оклахома)
Маниту (енгл. Manitou) град је у америчкој савезној држави Оклахома.

## Демографија
По попису из 2010. године број становника је 181, што је 97 (-34,9%) становника мање него 2000. године.
| Група             | 2000.       | 2010.       |
| Белци             | 213 (76,6%) | 135 (74,6%) |
| Афроамериканци    | 25 (9,0%)   | 0 (0,0%)    |
| Азијати           | 1 (0,4%)    | 0 (0,0%)    |
| Хиспаноамериканци | 22 (7,9%)   | 25 (13,8%)  |
| Укупно            | 278         | 181         |